# James Ford (Musiker)

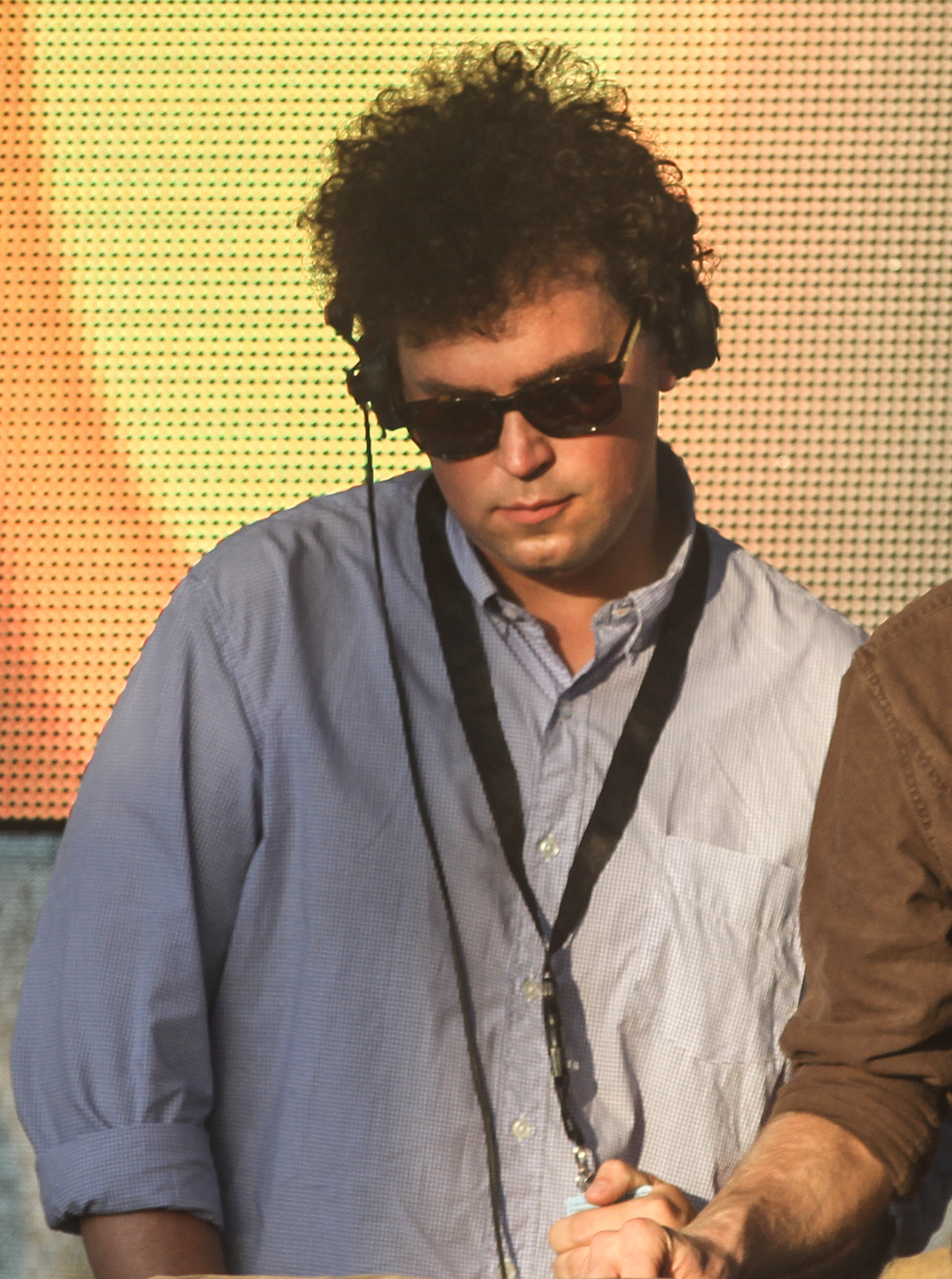
James Ford

James Ford (geboren als James Ellis Ford) ist ein englischer Musiker, Komponist und Produzent.

## Karriere
James Ford gründete mit Simon Lord, Alex MacNaghten und James Shaw die Indierock-Band Simian, deren Debütalbum Chemistry Is What We Are 2001 erschien. Nach einem zweiten Album löste sich die Band 2005 auf, wonach Ford das Dancefloor-orientierte Simian Mobile Disco, das ursprünglich nur als DJ-Team für Konzerte von Simian vorgesehen war, zusammen mit Shaw weiterführte. 2007 erschien deren Debüt Attack Decay Sustain Release.

## Produktionen und Zusammenarbeiten
Er produzierte mit Klaxons das Album Myths of the Near Future, das den Mercury Prize gewann. Außerdem produzierte er das zweite, vierte, fünfte und sechste Album der Arctic Monkeys. Er spielte beim Nebenprojekt von deren Sänger Alex Turner, The Last Shadow Puppets, Schlagzeug und produzierte deren Debütalbum The Age of the Understatement, das ebenfalls für den Mercury-Preis nominiert wurde. 2009 produzierte er das Debütalbum von Florence and the Machine, deren Sängerin behauptete, sie habe Ford für die Produktion des Albums „entführt“. Außerdem beteiligte sich Ford an den Projekten Homelife und Toolshed. Im Jahr 2016 produzierte er mit Depeche Mode ihr vierzehntes Studioalbum Spirit, das im Frühjahr 2017 erschien.

## Diskografie

### Mit Simian

#### Alben
- Chemistry Is What We Are (2001)
- We Are Your Friends (2002)

#### Singles und EPs
- Watch It Glow (EP) (2000)
- The Wisp (EP) (2001)
- One Dimension (2001)
- Mr. Crow (2002)
- Never Be Alone (2002)
- La Breeze (2003)

### Mit Simian Mobile Disco

#### Alben
- Attack Decay Sustain Release (2007)
- Sample and Hold (Remix-Album) (2008)
- Attack Decay Sustain Release Remixed (2008)
- Temporary Pleasure (2009)
- Delicacies (2010)
- Unpatterns (2012)
- Live (2013)
- Whorl (2014 bei ANTI-Records)

#### EPs
- Simian Mobile Disco EP (2007)
- Clock EP (2008)

#### Singles
- The Mighty Atom / Boatrace / Upside Down (2004)
- Piggy in the Middle (2005)
- Pulse (2005)
- The Count (2005)
- Hustler / Clik (2006)
- Tits & Acid / Animal House (2006) (White label)
- It's the Beat (2007)
- "I Believe (2007)
- Run: Nike+ Sport Music (2008) (iTunes-Release)
- Run (2008) (White Label)
- Synthesise (2009)
- 10,000 Horses Can't Be Wrong (2009)
- Audacity of Huge (2009)

### Auswahl produzierter Alben
- Test Icicles – For Screening Purposes Only (2005)
- Absentee – Schmotime (2006)
- Duels – The Bright Lights And What I Should Have Learned (2006)
- Mystery Jets – Making Dens (2006)
- Arctic Monkeys – Favourite Worst Nightmare (2007)
- Klaxons – Myths Of The Near Future (2007)
- Simian Mobile Disco – Attack Decay Sustain Release (2007)
- The Last Shadow Puppets – The Age of the Understatement (2008)
- Florence and the Machine – Lungs (2009)[9]
- Peaches – I Feel Cream/Cum (2009)
- Arctic Monkeys – Suck It and See (2011)
- Little Boots – Nocturnes (2013)
- Arctic Monkeys – AM (2013)
- Mumford & Sons – Wilder Mind (2015)
- Depeche Mode – Spirit (2017)
- Arctic Monkeys – Tranquility Base Hotel & Casino (2018)
- Depeche Mode – Memento Mori (2023)
- Pet Shop Boys – Nonetheless (2024)

### Auswahl von Remixen
- The Departure – Lump In My Throat (2004)
- Test Icicles – Circle, Square, Triangle (2005)
- The Kills – Love Is A Deserter (2005)
- Jentina – Mysterious (2005)
- New Rhodes – You've Given Me Something I Can't Give Back (2005)
- Shitdisco – I Know Kung Fu (2006)
- The Little Ones – Lovers Who Uncover (2007)